# Martignano (Apulië)
Martignano is een gemeente in de Italiaanse provincie Lecce (regio Apulië) en telt 1774 inwoners (31-12-2004). De oppervlakte bedraagt 6,4 km², de bevolkingsdichtheid is 277 inwoners per km².

## Demografie
Martignano telt ongeveer 637 huishoudens. Het aantal inwoners daalde in de periode 1991-2001 met 4,1% volgens cijfers uit de tienjaarlijkse volkstellingen van ISTAT.
| Jaar | Inwoneraantal |
| ---- | ------------- |
| 1991 | 1846          |
| 2001 | 1770          |

## Geografie
Martignano grenst aan de volgende gemeenten: Calimera, Caprarica di Lecce, Sternatia, Zollino.
Acquarica del Capo · Alessano · Alezio · Alliste · Andrano · Aradeo · Arnesano · Bagnolo del Salento · Botrugno · Calimera · Campi Salentina · Cannole · Caprarica di Lecce · Carmiano · Carpignano Salentino · Casarano · Castri di Lecce · Castrignano de' Greci · Castrignano del Capo · Castro · Cavallino · Collepasso · Copertino · Corigliano d'Otranto · Corsano · Cursi · Cutrofiano · Diso · Gagliano del Capo · Galatina · Galatone · Gallipoli · Giuggianello · Giurdignano · Guagnano · Lecce · Lequile · Leverano · Lizzanello · Maglie · Martano · Martignano · Matino · Melendugno · Melissano · Melpignano · Miggiano · Minervino di Lecce · Monteroni di Lecce · Montesano Salentino · Morciano di Leuca · Muro Leccese · Nardò · Neviano · Nociglia · Novoli · Ortelle · Otranto · Palmariggi · Parabita · Patù · Poggiardo · Porto Cesareo · Presicce · Racale · Ruffano · Salice Salentino · Salve · San Cassiano · San Cesario di Lecce · San Donato di Lecce · San Pietro in Lama · Sanarica · Sannicola · Santa Cesarea Terme · Scorrano · Seclì · Sogliano Cavour · Soleto · Specchia · Spongano · Squinzano · Sternatia · Supersano · Surano · Surbo · Taurisano · Taviano · Tiggiano · Trepuzzi · Tricase · Tuglie · Ugento · Uggiano la Chiesa · Veglie · Vernole · Zollino